# Чорниж
Чо́рниж — село в Україні, у Луцькому районі Волинської області. Входить до складу Колківської селищної громади. Населення становить 1630 осіб.

## Географія
На західній околиці села бере початок річка Грань, права притока Кросохи.

## Історія
Перша згадка про село відноситься до 1583 р., коли воно належало до княгині Чорторийської, яка платила від села податок за 7 димів і 5 городників. Наприкінці ХІХ ст. у селі було 121 дім і 884 жителя, дерев'яна церква.. На початку Брусиловського прориву 22 травня (4 червня) 1916 р. Чорниж був атакований російською піхотою.
У 1906 році село Цуманської волості Луцького повіту Волинської губернії. Відстань від повітового міста 68 верст, від волості 18. Дворів 141, мешканців 898.
12 червня 2020 року, відповідно до розпорядження Кабінету Міністрів України № 708-р «Про визначення адміністративних центрів та затвердження територій територіальних громад Волинської області», село увійшло у склад Колківської селищної громади.
19 липня 2020 року, в результаті адміністративно-територіальної реформи та ліквідації  Маневицького району, село увійшло до складу новоутвореного Луцького району.

## Населення
Згідно з переписом УРСР 1989 року чисельність наявного населення села становила 1805 осіб, з яких 896 чоловіків та 909 жінок.
За переписом населення України 2001 року в селі мешкало 1625 осіб.

### Мова
Розподіл населення за рідною мовою за даними перепису 2001 року:
| Мова       | Відсоток |
| ---------- | -------- |
| українська | 99,63 %  |
| російська  | 0,25 %   |
| білоруська | 0,06 %   |
| молдовська | 0,06 %   |

## Відомі персоналії
- Івахів Василь — перший командир УПА на Волині, загинув поблизу села Чорниж
- Мельник Володимир Михайлович (1977—2015) — старший сержант Збройних сил України, учасник російсько-української війни 2014—2017.
- Сорочук Микола Васильович (1997 — 2020) — старший солдат Збройних сил України, учасник російсько-української війни 2015—2020.